# Pierre Jacob (homme politique)
Pour les articles homonymes, voir Pierre Jacob et Jacob (homonymie).
Pierre Jacob est un criminologue, professeur et homme politique canadien né le 29 janvier 1953 à Trois-Rivières et mort le 21 juillet 2018. 
Il a été député de la circonscription de Brome—Missisquoi à la Chambre des communes du Canada de 2011 à 2015, sous l'étiquette du Nouveau Parti démocratique, succédant au député bloquiste sortant Christian Ouellet.

## Biographie
Pierre Jacob est né en 1953 à Trois-Rivières. Il a obtenu un Diplôme d'études collégiales en sciences sociales et psychologie, un baccalauréat en criminologie, un baccalauréat en droit et un diplôme de deuxième cycle en administration publique. Il a été intervenant auprès des jeunes contrevenants pendant 35 ans, surtout dans la région de Montréal, et a enseigné au niveau collégial aux futurs intervenants. Il a résidé au Lac-Brome à partir de 1998 jusqu'à son décès en 2018.

### Carrière politique
Nouvellement retraité, Pierre Jacob a remplacé au pied levé la candidate du NPD Christelle Bogosta, qui a fait défection en faveur du Bloc québécois, à titre de candidat pour Brome—Missisquoi lors des élections fédérales de 2011. Il a été élu avec près de 43 % des voix.
Des problèmes de santé sérieux mais non précisés l'ont empêché d'être présent à Ottawa à partir de l'automne 2014. Il a également été victime d'une fracture de la hanche. Il a été largement incapable de remplir ses fonctions de député à partir de ce moment, et a annoncé en mars 2015 qu'il ne solliciterait pas de deuxième mandat. 